# کامرون
کامِرون با نام رسمی جمهوری کامِرون (به انگلیسی: the Republic of Cameroon) کشوری است در باختر آفریقا که از باختر با نیجریه و از خاور با چاد و جمهوری آفریقای مرکزی و از جنوب با جمهوری کنگو، گابن و گینهٔ استوایی همسایه است و همچنین از باختر به اقیانوس اطلس پیوند می‌خورد.
پایتخت کامرون یائونده است. جمعیت این کشور در حدود
۲۹٬۲۶۰٬۳۳۵ نفر و زبان‌های رسمی آن فرانسوی و انگلیسی است. واحد پول این کشور فرانک آفریقای مرکزی است. یائونده پایتخت کشور، ۱٬۸۰۰٬۰۰۰ نفر جمعیت دارد اما بزرگ‌ترین شهر کامرون دوالا با ۱٬۹۰۶٬۰۰۰ نفر جمعیت است. در کامرون در حدود ۲۰۰ گروه زبانی مختلف زندگی می‌کنند.
کامرون در سال ۱۸۸۴ مستعمره آلمان شد. پس از جنگ جهانی اول منطقه کامرون میان فرانسه و بریتانیا تقسیم شد.
بخش تحت کنترل فرانسه در تاریخ ۱ ژانویه ۱۹۶۰ از این کشور مستقل شده و جمهوری کامرون نام گرفت و بخش جنوبی که در کنترل بریتانیا بود در سال ۱۹۶۱ به جمهوری کامرون پیوست.
کامرون در مقایسه با دیگر کشورهای آفریقایی از ثبات اقتصادی و اجتماعی نسبی برخوردار است. این امر باعث شده تا کشاورزی، راه‌سازی، راه‌آهن، و صنایع بزرگ نفت و چوب پیشرفت داشته باشد. با این وجود بخش بزرگی از شهروندان این کشور هم‌چنان در فقر به‌سر می‌برند.
قدرت در این کشور از سال ۱۹۸۲ در دست پل بیا، رئیس‌جمهور تمامیت‌خواه کشور است که با حزب جنبش دموکراتیک خلق خود حکومت می‌کند.

## تاریخ
نخستین ساکنان کامرون، از اهالی قبیلهٔ بانتو بوده‌اند، پس از آن در سدهٔ ۱۸ و ۱۹ میلادی قبایل عمدتاً مسلمان فولانی در کامرون ساکن شدند.

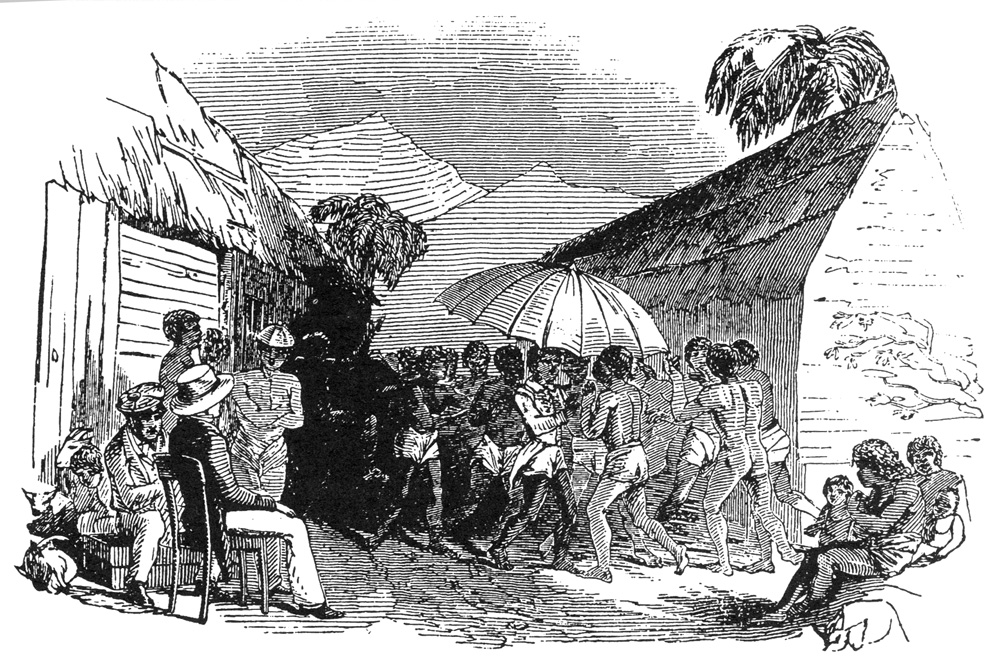

در ۱۸۸۴، آلمان کامرون را تحت‌الحمایهٔ خود اعلام کرد؛ ولی پس از جنگ جهانی اول، اتحادیهٔ ملل سرپرستی ۸۰٪ از خاک کامرون را به فرانسه و ۲۰٪ همسایه با مرز نیجریه را به بریتانیا واگذار کرد. کامرون فرانسوی در ۱۹۶۰ استقلال یافت. به دنبال همه‌پرسی در ۱۹۶۱ قسمت شمالی کامرون بریتانیا با نیجریه ادغام شد؛ قسمت جنوبی با سرزمین فرانسوی سابق حکومتی فدرال تشکیل داد. در ۱۹۷۲ کشوری واحد جایگزین فدراسیون شد. در ۱۹۹۲ زمانی که انتخابات چند حزبی برگزار گردید، کثرت‌گرایی سیاسی مجدداً فعال شد.
در سال ۱۹۴۶ و تأسیس سازمان ملل متحد، کامرون تحت تولیت این سازمان دارای خودگردانی داخلی شد. در میان سال‌های ۱۹۵۵ تا ۱۹۵۸ کامرون عرصهٔ درگیری‌های خونین برای به‌دست آوردن استقلال کامل از فرانسه بود، رهبری جنبش استقلال‌طلبانهٔ کامرون را، جان فونچا از حزب دموکراتیک ملی کامرون بر دوش داشت. سرانجام پس از نزدیک به یک دهه خشونت و خونریزی، در ۱ ژانویهٔ ۱۹۶۰ کامرون از فرانسه اعلام استقلال کرد و احمدو آهیجو در ۲۰ مه ۱۹۷۲ به عنوان نخستین رئیس‌جمهور کامرون برگزیده شد. هم‌اکنون روز ۲۰ مه در کامرون به عنوان «روز جمهوری» شناخته می‌شود و پس از احمدو آهیجو در سال ۱۹۸۲ پُل بیا بر جای او نشست.
در ژوئن ۲۰۰۰، بانک جهانی با اختصاص ۳٫۷ میلیارد دلار به کامرون به منظور احداث خط لولهٔ نفت از چاد به میدان‌های نفتی کامرون واقع در سواحل غربی این کشور موافقت کرد. در اوت ۲۰۰۶، کامرون و نیجریه بر سر مالکیت شبه‌جزیرهٔ نفت‌خیز باکاسی با یکدیگر اختلاف پیدا کردند که این مشکل توسط دادگاه داوری بین‌المللی با اعلام رأی رعایت تساوی طرفین در تملک شبه‌جزیرهٔ باکاسی پایان یافت. در حال حاضر نیز کامرون اختلافاتی مرزی با چاد بر سر سهم هر کدام بر دریاچهٔ چاد دارد. در ۶ نوامبر ۱۹۸۲، پُل بیا به عنوان رئیس‌جمهور و در ۸ دسامبر ۲۰۰۴ نیز افرائیم اینونی به سمت نخست‌وزیر کامرون انتخاب شدند.

### بحران انگلیسی‌زبانان

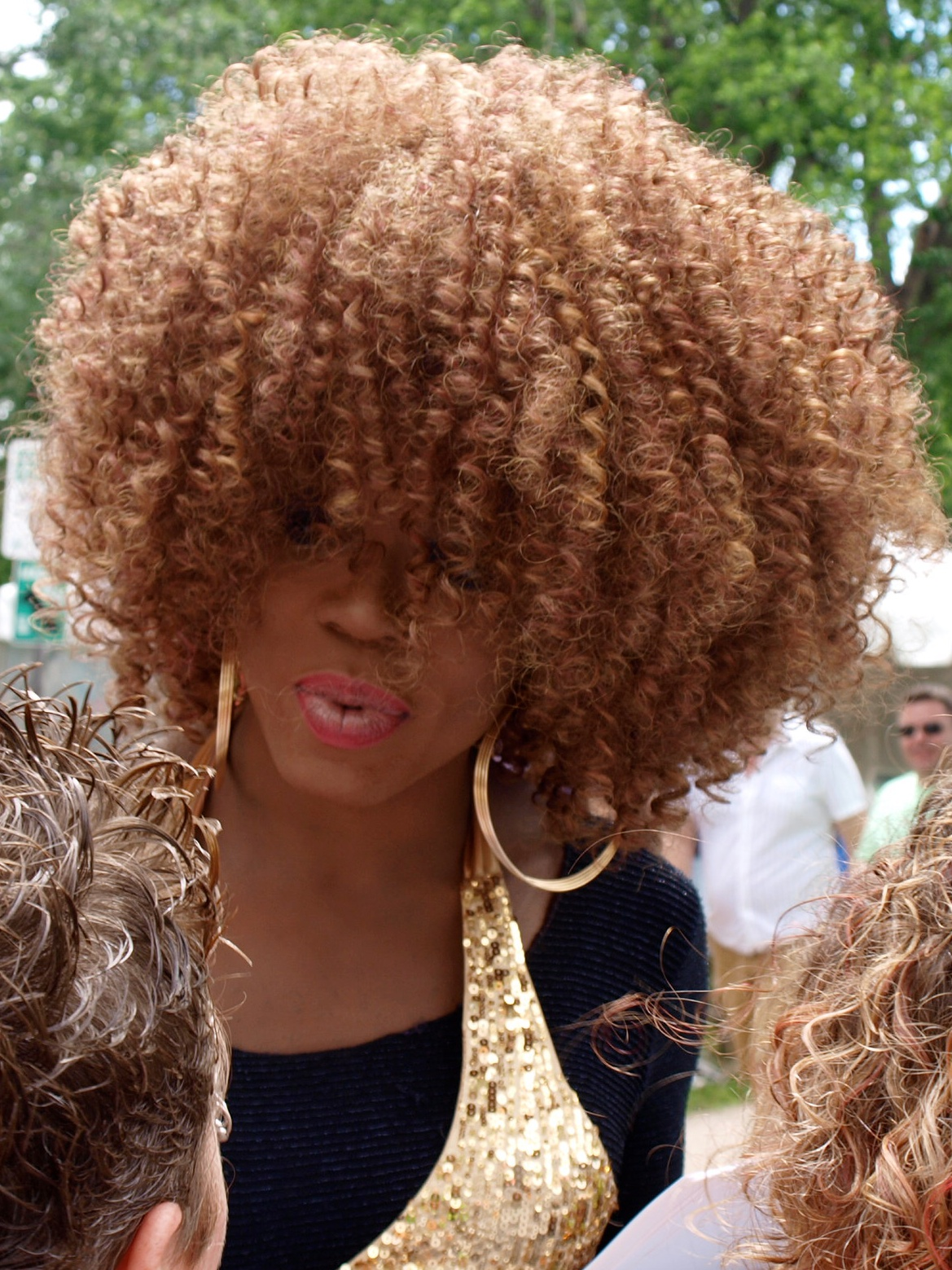
بی‌بی زاهارا بنت خواننده کامرونی

کامرون کشوری است با اکثریت زبانی فرانسوی، اما جدایی‌طلبی بخش انگلیسی‌زبان کامرون از اکتبر ۲۰۱۶ با ایجاد بحرانی موسوم به «بحران انگلیسی‌زبانان»، تمام کشور را در چرخه‌ای از خشونت‌های مرگبار در شمال غربی و جنوب غربی گرفتار کرده است. کامرون در پایان جنگ جهانی اول به دو بخش فرانسوی و انگلیسی تقسیم شد و در ۱ اکتبر سال ۱۹۶۱ با پیوستن دو بخش فرانسه‌زبان و انگلیسی‌زبان، کشور کامرون تأسیس شد. کامرونی‌های انگلیسی‌زبان یک‌پنجم جمعیت ۲۲ میلیونی کامرون را تشکیل می‌دهند.
جنوب کامرون در ۱۹۶۱ از طریق همه‌پرسی به کامرون پیوست اما گروه‌های حامی استقلال تأکید دارند که قطعنامه ۱۶۰۸ سازمان ملل که شرایط این اتحاد را تبیین کرده بود، هرگز به درستی اجرا نشد. علاوه بر این، در ۱۹۷۲ زمانی که کامرون از یک سیستم فدرالی به سمت یک سیستم متمرکز حرکت کرد، قدرت عمدتاً در پایتخت ماند و مناطق انگلیسی‌زبان می‌گویند که بیش از پیش نادیده گرفته شدند.
مناطق انگلیسی زبان کامرون اواخر سال ۲۰۱۶ به علت تشدید گرایش‌های استقلال‌طلبانه و افزایش اعتراضات به کانون بحران تبدیل شد. انگلیسی‌زبان‌ها که حدود بیست درصد از جمعیت بیست میلیون نفری کامرون را تشکیل می‌دهند، معتقدند در تقسیم قدرت و ثروت‌های ملی کامرون و همچنین در بخش‌هایی از قبیل: آموزش و نظام قضایی به انزوا رانده شده‌اند به همین علت به اقدامات اعتراضی روی آورده‌اند.
گروه جدایی‌طلب «جبهه متحد کنسرسیوم آمازونیای جنوب کامرون» (SCACUF) در مهر ۱۳۹۶ به‌طور نمادین اعلام استقلال کرد. این استقلال‌طلبی و اعتراضات در سال‌روز استقلال جنوب کامرون از انگلیس در سال ۱۹۶۱ انجام شد. آنها همواره دولت مرکزی را به تبعیض علیه جامعه خود متهم کرده و می‌گویند از استخدام‌های دولتی مستثنی می‌شوند و مجبورند برای کسب و کار و امور رسمی به فرانسوی صحبت کنند؛ این در حالی است که انگلیسی هم یکی از زبان‌های رسمی کامرون است. جدایی‌طلبان کامرون همچنین تأکید دارند که نفت که محصول مناطق جنوب‌غرب است، به نفع دولت بهره‌برداری می‌شود و ایالت‌های نفت‌خیز از آن سودی نمی‌برند.
برخی گروه‌های ناراضی این مناطق بازگشت به نظام فدرالیسم را به منظور حل و فصل قطعی بحران کنونی در مناطق انگلیسی‌زبان کامرون خواستار هستند با این حال دولت کامرون به صراحت اعلام کرده است که درخواست بازگشت به نظام فدرالی در کشور غیرقابل قبول است. مقامات کامرون برای مقابله با ناامنی و خشونت در مناطق انگلیسی‌زبان ده‌ها نفر را بازداشت کرده‌اند که پرونده آن‌ها در دادگاه نظامی یائونده بررسی می‌شود.
کومبا در جنوب غربی این کشور یکی از اصلی‌ترین مناطقی است که از سال ۲۰۱۶ تاکنون آماج خشونت‌های گروه‌های جدایی‌طلب قرار گرفته است. از اول اکتبر ۲۰۱۷ و در پی اعلام یکجانبه استقلال از سوی آنچه «جمهوری فدرال آمبازونی» نامیده شده است، خشم و ناشکیبایی دولت دو چندان شده است.
جدایی‌طلبان چندین بار تحریم مؤسسات آموزشی را خواستار شدند. در شمال غربی و جنوب غربی کامرون، درگیری‌ها بین نیروهای امنیتی کامرون و افراد مسلح تقریباً به صورت روزانه درآمده است. این در حالی است که دو طرف همدیگر را به خشونت و انتشار اطلاعات نادرست متهم می‌کنند. بنا بر اعلام سازمان ملل متحد در پی خشونت‌ها در کامرون، حدود ۱۶۰ هزار نفر مجبور شده‌اند از منازل خود فرار کنند و به مکان‌های امن پناه ببرند. این در حالی است که ۳۴ هزار نفر دیگر مجبور شده‌اند به نیجریه پناه ببرند.

## جغرافیا
کامرون در آفریقای مرکزی و غربی واقع شده و از نظر جغرافیایی به عنوان لولای آفریقا معروف است. کامرون کشوری است در کنار خلیج بیافرا که از غرب با نیجریه (۱٬۹۷۵ کیلومتر)، از شمال با چاد (۱٬۱۱۶ کیلومتر)، از شرق با آفریقای مرکزی (۹۰۱ کیلومتر)، گینهٔ استوایی (۱۸۳ کیلومتر)، گابن (۳۴۹ کیلومتر) و از جنوب با کنگو (۴۹۴ کیلومتر) همسایه است. طول خطوط ساحلی کامرون ۴۰۲ کیلومتر است.
مساحت کامرون ۴۷۵٫۴۴۰ کیلومتر مربع یعنی حدوداً به اندازه پاپوآ گینه نو است. کامرون ۱۲ مایل دریایی از اقیانوس اطلس را کنترل می‌کند. آب و هوای کامرون استوایی و در ساحل داغ و بارانی و مناطق دور از ساحل خشک‌تر است.
کتاب‌های راهنمای گردشگری کامرون را به عنوان «مینیاتوری از آفریقا» توصیف می‌کند؛ زیرا همه اقلیم‌ها و انواع پوشش‌های گیاهی این قاره را شامل می‌شود: ساحل، بیابان، کوهستان، جنگل‌های بارانی و گرم‌دشت (ساوانا). در غرب سلسله‌ای از زمین‌های بلند تا قلهٔ آتش‌فشانی کامرون ارتفاع می‌گیرند. در شمال جلگه‌های علفزار استوایی به طرف دریاچهٔ چاد متمایل است. جلگه‌های ساحلی و فلات‌های جنوب و مرکز پوشیده از جنگل‌های استوایی است.
سه رود در خور توجه کامرون عبارتند از: بنو، نیونگ و ساناگا. بلندترین نقطهٔ کامرون، کوه مونت کامرون و قلهٔ فاکو با بلندی ۴۰۹۵ متر است که در کنار ساحل اقیانوس اطلس شمالی جای دارد.
کامرون به پنج حوزه عمده جغرافیایی تقسیم می‌شود که ویژگی‌های فیزیکی، آب و هوایی و رویشی متمایزی دارند. دشت ساحلی که از خلیج گینه از ۱۵ تا ۱۵۰ کیلومتر به سمت داخله کشور ادامه دارد متوسط ارتفاع آن ۹۰ متر است. این منطقه به‌شدت گرم و مرطوب و جنگلی است، فصل خشک در آن کوتاه است و برخی از مرطوب‌ترین مکان‌های روی زمین در آن قرار دارد.
فلات کامرون جنوبی از ناحیه دشت ساحلی تا ارتفاع متوسط ۶۵۰ متر ادامه می‌یابد. جنگل‌های بارانی استوایی در این منطقه غالب می‌شود، هرچند تناوب بین فصل‌های مرطوب و خشک باعث می‌شود رطوبت آن کمتر از ساحل باشد.
زنجیره نامنظمی از کوه‌ها، تپه‌ها و فلات‌ها که به نام «کوهستان کامرون» معروفند، از کوه کامرون (۴٬۹۵۳ متر) تا حدود دریاچه چاد در مرز شمالی کامرون ادامه می‌یابد.
این منطقه دارای آب و هوای ملایمی است، به ویژه در فلات بلند غربی، گرچه بارندگی در آن زیاد است. خاک آن ازجمله حاصلخیزترین خاک‌های کامرون است، به ویژه در اطراف کوه آتشفشانی کامرون. فعالیت آتشفشانی در اینجا دریاچه‌های دهانه‌ای ایجاد کرده است. در ۲۱ اوت ۱۹۸۶، از یکی از این دریاچه‌ها به نام دریاچه نیوس، دی‌اکسید کربن متصاعد شد و جان ۱۷۰۰ تا ۲۰۰۰ نفر از ساکنان را گرفت.
فلات جنوبی این کشور به سمت شمال ارتفاع می‌گیرد و به فلات ناهموار و سبز آداماوا می‌رسد. این فلات مانعی بین شمال و جنوب کشور ایجاد کرده است. میانگین ارتفاع آن ۱۱۰۰ متر و دمای متوسط آن از ۲۲ تا ۲۵ درجه سانتی‌گراد است. در فلات جنوبی بارش بین ماه‌های آوریل و اکتبر زیاد و اوج آن در ماه‌های ژوئیه و اوت است.
منطقه پست شمالی با ارتفاع متوسط ۳۰۰ تا ۳۵۰ متر از کناره آداماوا تا دریاچه چاد گسترش می‌یابد. پوشش گیاهی آن از نوع درختچه و علف‌های گرم‌دشتی است. این یک منطقه خشک با بارندگی‌های کم و متوسط دمای بالا است.

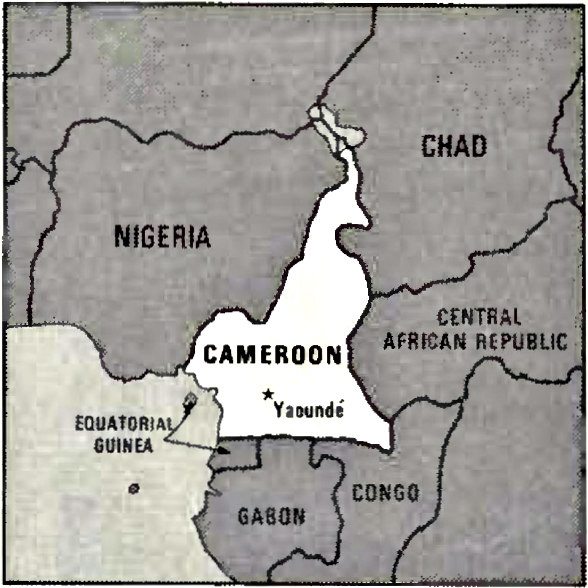
کامرون و همسایگان
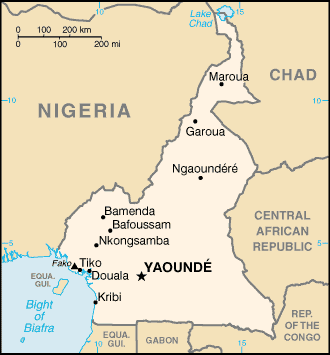
نقشه سیاسی
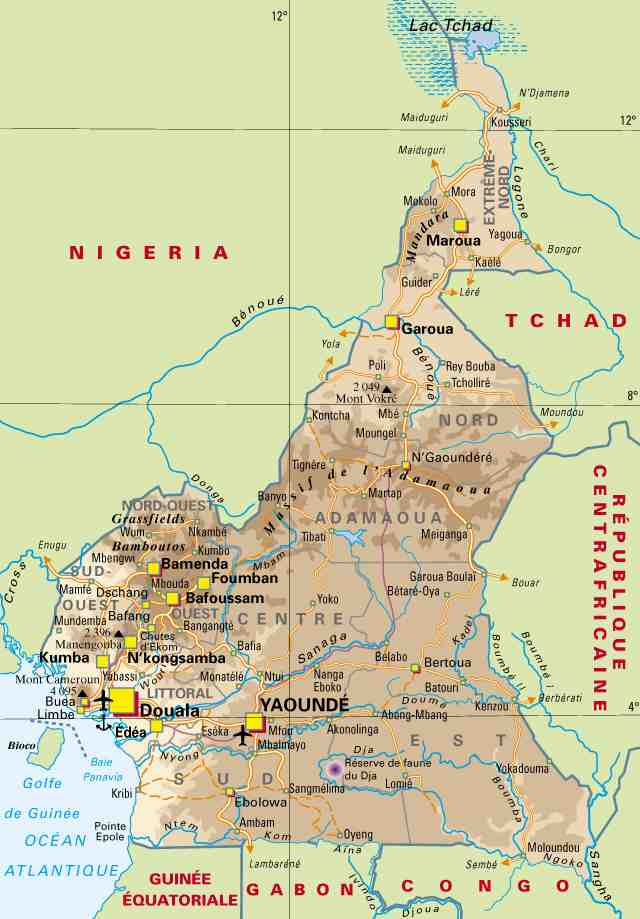
نقشه عمومی
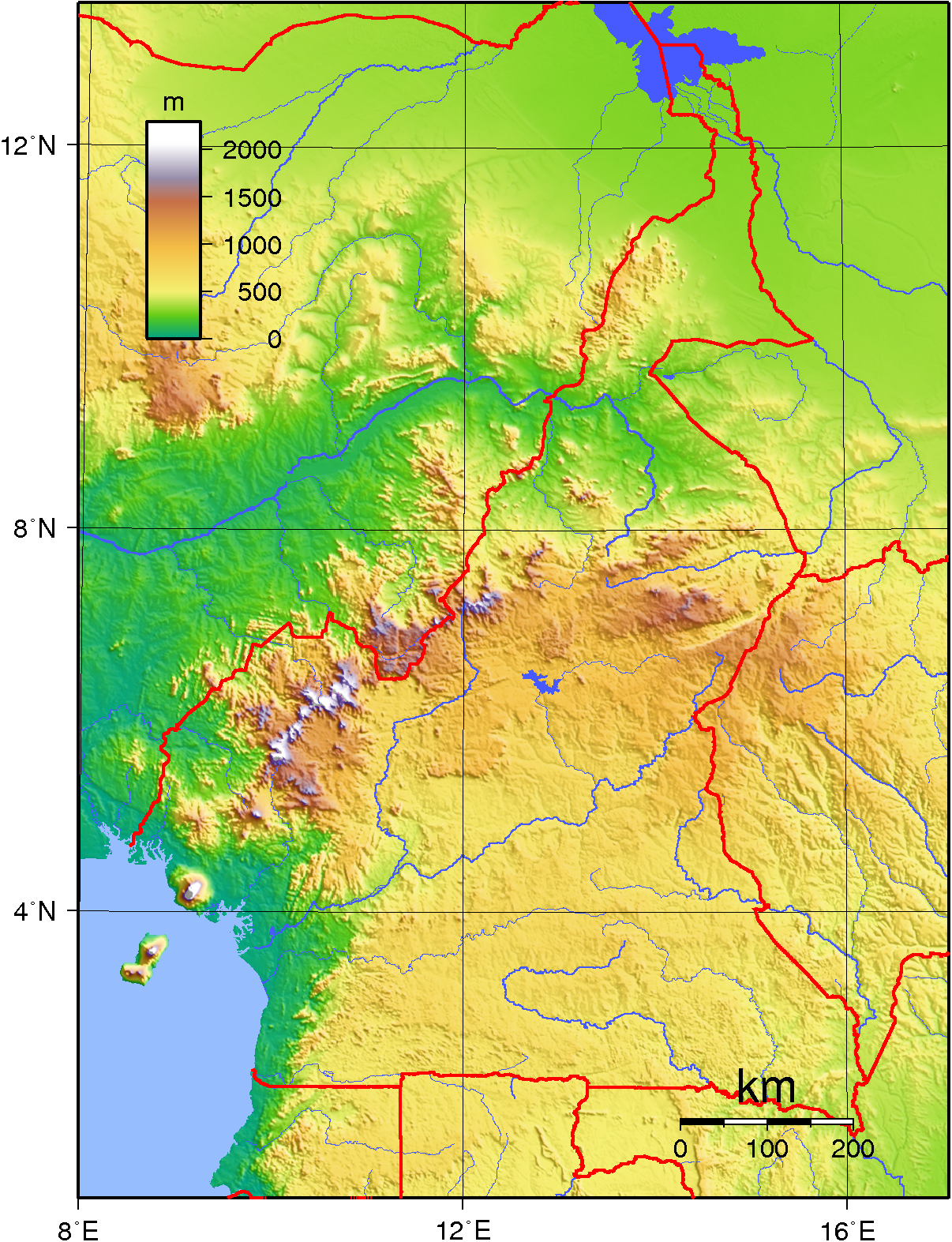
نقشه ناهمواری‌ها
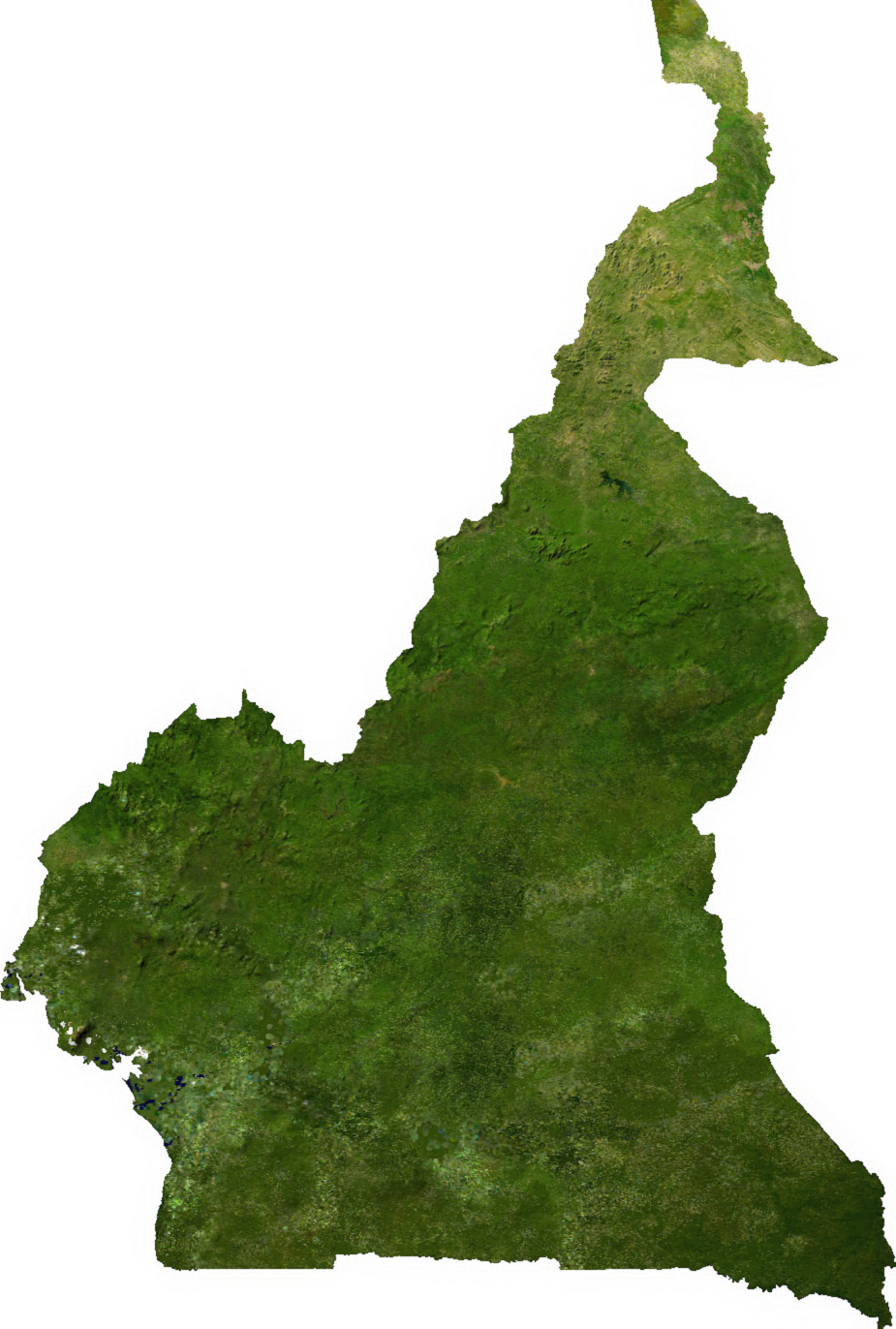
دید ماهواره‌ای

## سیاست

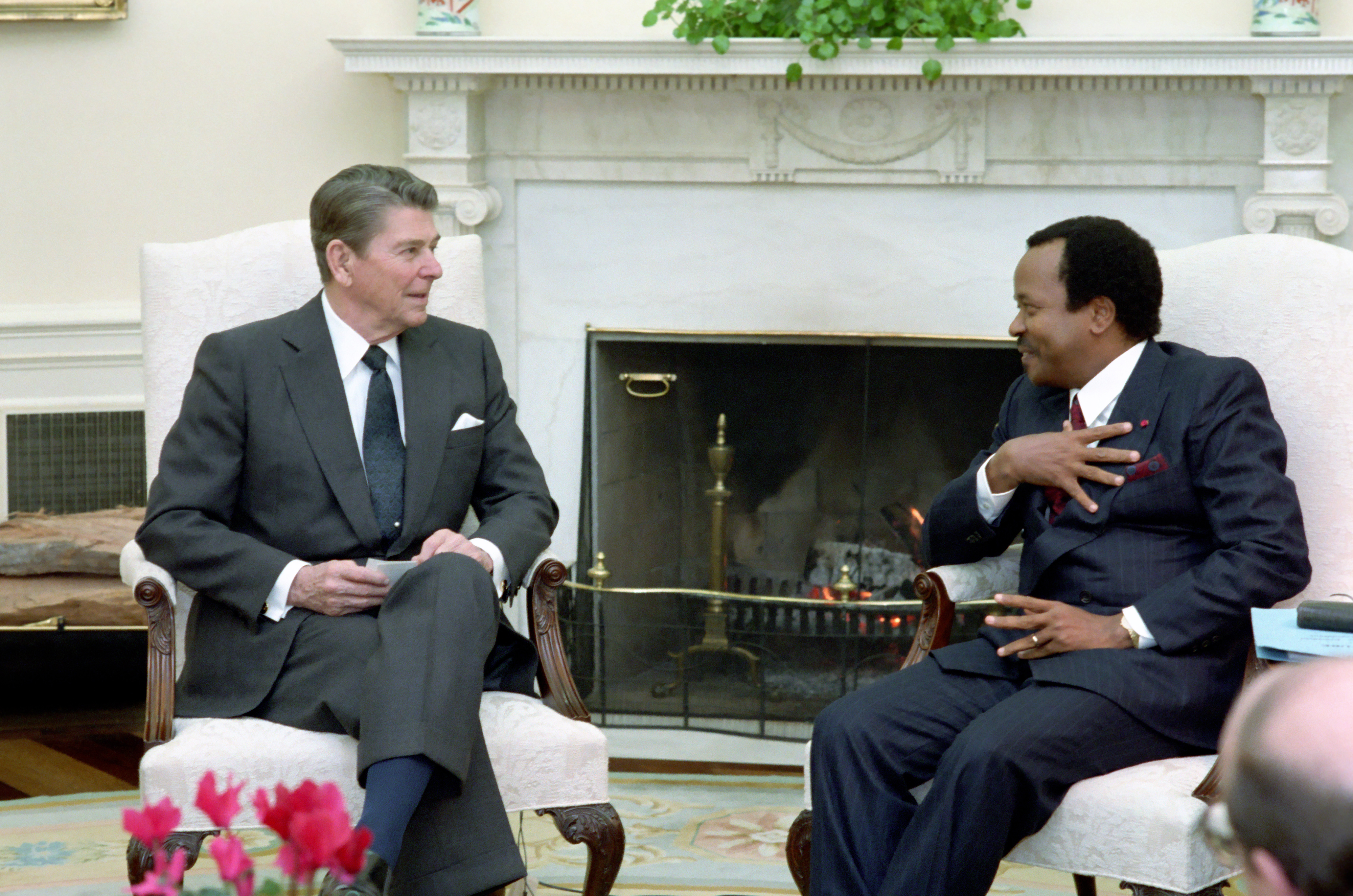
پل بیا رئیس‌جمهور فعلی کامرون و رونالد ریگان رئیس‌جمهور پیشین ایالات متحده در سال ۱۹۸۶‏

۱۸۰ نماینده مجمع ملی برای دوره‌ای پنج ساله با رأی تمامی افراد بالغ انتخاب می‌شوند. رئیس‌جمهور – که وی نیز برای دوره‌ای پنج ساله مستقیماً انتخاب می‌گردد – شورای وزیران و نخست‌وزیر را انتصاب می‌کند.
این کشور در سازمان ملل متحد و سازمان وحدت آفریقا عضو است.
کامرون با معضل فساد فراگیر در تمامی سطوح حکومت روبه‌رو است. در سال ۱۹۹۷، کامرون در ۲۹ وزارتخانه ادارات مبارزه با فساد اداری ایجاد کرد، اما تنها ۲۵ درصد از آن‌ها عملیاتی شدند.
در آبان‌ماه ۱۳۹۶، پارلمان کامرون در شهر یائونده دچار آتش‌سوزی شد. در این حادثه چهار طبقه از هفت طبقه ساختمان پارلمان در آتش سوخت.
افراد و گروه‌های مسلح پیوسته از مرزهای آفریقای مرکزی به مناطق شرقی کامرون نفوذ می‌کنند و در خاک این کشور مرتکب حملات مسلحانه خونین، دزدی و غارت و آدم‌ربایی می‌شوند. گروه تروریستی اسلام‌گرای بوکوحرام نیز در بخش‌هایی از این کشور قتل و غارت انجام داده است. منطقه شمال دور کامرون که هم‌مرز با نیجریه است شاهد حملات مکرر بوکوحرام بوده و نزدیک به ۲۰۰ هزار تن از شهروندان کامرونی به خاطر ترس از این ناآرامی‌ها از منطقه شمال دور فرار کرده‌اند.

## تقسیمات کشوری
کامرون دارای ۱۰ استان است:
1. آدامائوآ (Adamaoua)
2. سانتر - مرکزی (Centre)
3. اِست - باختری (Est)
4. اکسترِم نور (Extreme-Nord)
5. لیتورال - کناره‌ای (Littoral)
6. نور - شمالی (Nord)

7. نور اوئست - شمال خاوری (Nord-Ouest)
8. اوئست - خاوری (Ouest)
9. سود - جنوبی (Sud)
10. سود اوئست - جنوب خاوری (Sud-Ouest)

## مردم
علاوه بر زبان‌های انگلیسی و فرانسوی که زبان‌های رسمی این کشور هستند، ۲۴ زبان محلی آفریقایی نیز در این کشور رایج است.
| ادیان در کامرون | ادیان در کامرون | ادیان در کامرون | ادیان در کامرون | ادیان در کامرون |
| --------------- | --------------- | --------------- | --------------- | --------------- |
| دین             | دین             |                 | درصد            | درصد            |
| کاتولیک         | کاتولیک         |                 | ۴۰٪             | ۴۰٪             |
| پروتستانت       | پروتستانت       |                 | ۳۰٪             | ۳۰٪             |
| اسلام           | اسلام           |                 | ۱۸٪             | ۱۸٪             |
| بی‌دین           | بی‌دین           |                 | ۶٪              | ۶٪              |
| دین بومی        | دین بومی        |                 | ۳٪              | ۳٪              |
| غیره            | غیره            |                 | ۳٪              | ۳٪              |

۳۱ درصد از کامرونی‌ها را، کوهستان‌نشینان کامرون، ۱۹٪ را بانتوهای استوایی، ۱۱٪ را کِردی، ۱۰٪ را فولانی، ۸٪ را بانتوهای شمال غربی، ۷٪ را سیاهان شرقی، ۱۳٪ را دیگر آفریقایی‌ها و کمتر از ۱٪ را نیز غیر آفریقایی‌ها تشکیل می‌دهند.

### بزرگ‌ترین شهرهای کامرون
| شهر     | جمعیت-سال ۲۰۰۵ |
| ------- | -------------- |
| دوالا   | ۱٬۹۰۶٬۰۰۰      |
| یائونده | ۱٬۸۱۷٬۰۰۰      |
| بافوسام | ۸۰۰٬۰۰۰        |
| بامندا  | ۲۷۰٬۰۰۰        |
| گاروآ   | ۲۳۶٬۰۰۰        |
| ماروآ   | ۲۰۲٬۰۰۰        |

## اقتصاد

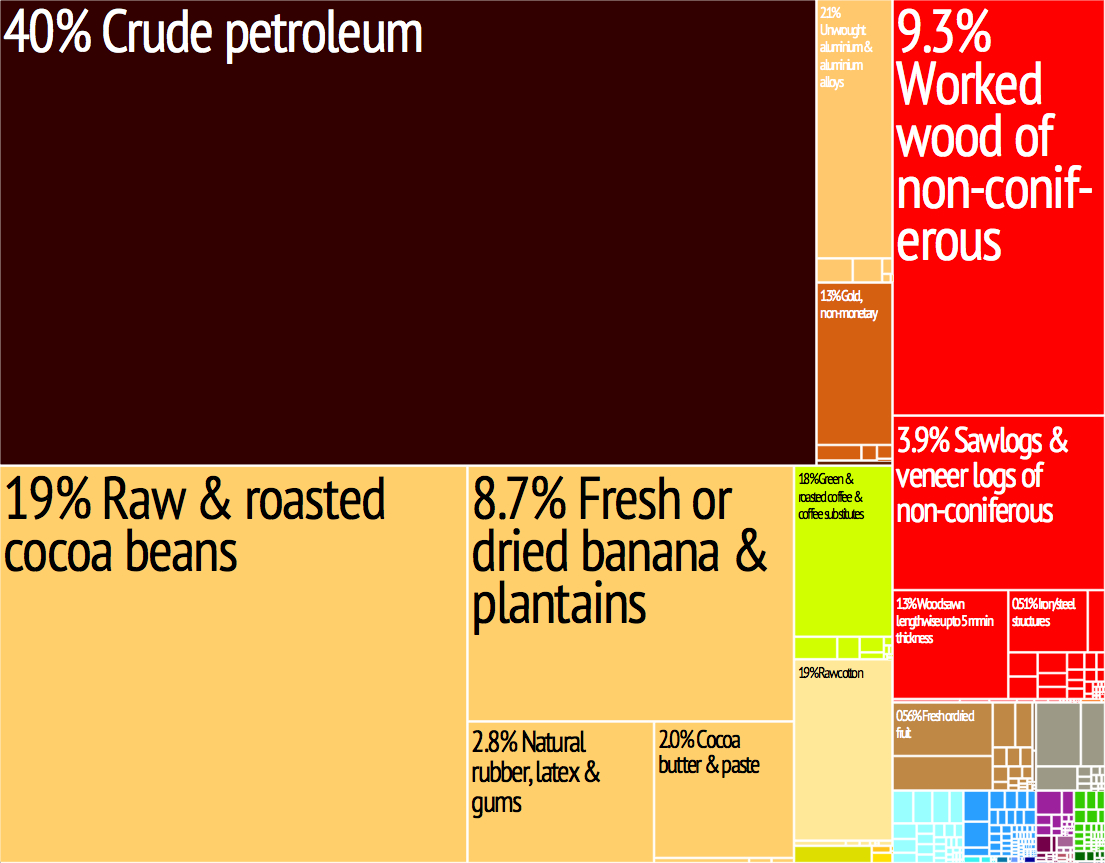

واحد پول کامرون، فرانک سی‌اف‌آبا واحد جزء آن سانتیم نام دارد. در طی سال‌های اخیر با گسترش صادرات نفت، الوار و قهوه اقتصاد کامرون رو به بهبود است، علاوه بر این سه محصول از دیگر صادرات کامرون می‌توان به، کاکائو، پنبه، کائوچو، موز، دانه‌های روغنی، فراورده‌های نفتی و صنایع آلومینیومی اشاره کرد. کامرون از اعضای کشورهای اتحادیهٔ آفریقا است.
گوناگونی کشاورزی و گسترش سریع صنعت نفت باعث شده مردم این کشور از سطح زندگی به نسبت بالایی در آفریقای استوایی برخوردار باشند.
تولید ناخالص داخلی سرانه در کامرون در سال ۲۰۰۸ میلادی ۲۳۰۰ دلار تخمین زده شد که در این زمینه جزو ۱۰ کشور با وضعیت بهتر در آفریقای جنوب صحرا بود. بازارهای عمده صادرات کامرون عبارتند از: فرانسه، ایتالیا، کره جنوبی، اسپانیا و بریتانیا. کامرون قصد دارد تا سال ۲۰۳۵ به یک اقتصاد در حال ظهور تبدیل شود.
کامرون یک دهه عملکرد اقتصادی قوی را پشت سر گذاشته و تولید ناخالص داخلی سالانه آن به‌طور متوسط ۴ درصد افزایش نشان می‌دهد. بین سال‌های ۲۰۰۴–۲۰۰۸، بدهی عمومی از بیش از ۶۰ درصد از تولید ناخالص داخلی به ۱۰ درصد کاهش یافت و ذخایر رسمی چهار برابر شده و به بیش از ۳ میلیارد دلار رسید.
در سال ۲۰۱۴ نرخ بیکاری در کامرون ۴٫۴ درصد بود و حدود یک سوم جمعیت در سال ۲۰۰۹ زیر خط فقر بین‌المللی یعنی با کمتر از ۱٬۲۵ دلار در روز زندگی می‌کردند.
از اواخر دهه ۱۹۸۰، کامرون برنامه‌های حمایت‌شده از سوی بانک جهانی و صندوق بین‌المللی پول را برای کاهش فقر، خصوصی‌سازی صنایع و افزایش رشد اقتصادی دنبال کرده است. دولت اقداماتی را نیز برای تشویق گردشگری در کشور انجام داده است.
منابع طبیعی کامرون بسیار مناسب برای کشاورزی و باغبانی هستند. در مناطق ساحلی کشور، خاک و آب‌وهوا برای کشت تجاری و گستردهٔ موز، کاکائو، نخل‌های روغنی، لاستیک و چای مناسب است. در داخلهٔ کشور در فلات جنوبی کامرون، محصولاتی چون قهوه، شکر و تنباکو کشت می‌شود. قهوه یک محصول مهم درآمدزا در بلندی‌های غرب کشور است و در شمال، شرایط طبیعی به رویش اقلام کشاورزی مانند پنبه، دانه‌های زمینی، و برنج کمک می‌کند. اتکا به صادرات فراورده‌های کشاورزی باعث شده که اقتصاد کامرون نسبت تغییر قیمت‌های این محصولات آسیب‌پذیر باشد.

## آموزش
میزان با سوادی: ۵۴٪ (تخمین ۱۹۸۵). سنین تحصیل اجباری: (فرضاً) ۶ تا ۱۲ سال (در کامرون شرقی؛ ۶ تا ۱۳ سال و در کامرون غربی بدون آنکه اجباری باشد). تعداد دانشگاه: ۱ به علاوهٔ ۵ کالج دانشگاهی.
کل نیروهای مسلح: ۷٫۷۰۰ (۱۹۹۱). به علاوهٔ ۴٫۰۰۰ شبه نظامی. خدمت سربازی: ندارد.